# أول أندرسون
أول أندرسون (بالإنجليزية: Ole Anderson) هو مروج ومدير أمريكي، ولد في 22 سبتمبر 1942 في منيابولس في الولايات المتحدة.

## وصلات خارجية
- أول أندرسون على موقع WrestlingData.com (الإنجليزية)
- أول أندرسون على موقع CageMatch worker (الإنجليزية)
- أول أندرسون على موقع قاعدة بيانات المصارعة على الإنترنت (الإنجليزية)
- أول أندرسون على موقع عالم المصارعة على الإنترنت (الإنجليزية)
- أول أندرسون على موقع IMDb (الإنجليزية)
- أول أندرسون على موقع قاعدة بيانات الفيلم (الإنجليزية)